# Estadio Tsirio
El Estadio Tsirio (en griego: Τσίρειο Στάδιο) es un estadio multiusos ubicado en la ciudad de Limassol, Chipre. El estadio tiene una capacidad para 13 500 personas y es utilizado por los clubes de fútbol AEL Limassol, Apollon Limassol y Aris Limassol que disputan habitualmente la Liga Chipriota de fútbol.
El estadio fue construido en 1975 con la generosa contribución del filántropo chipriota Sr. Petros I. Tsiros, de ahí el nombre del recinto. En el pasado, sobre todo en los años 1990, fue muy utilizado por la Selección de fútbol de Chipre.

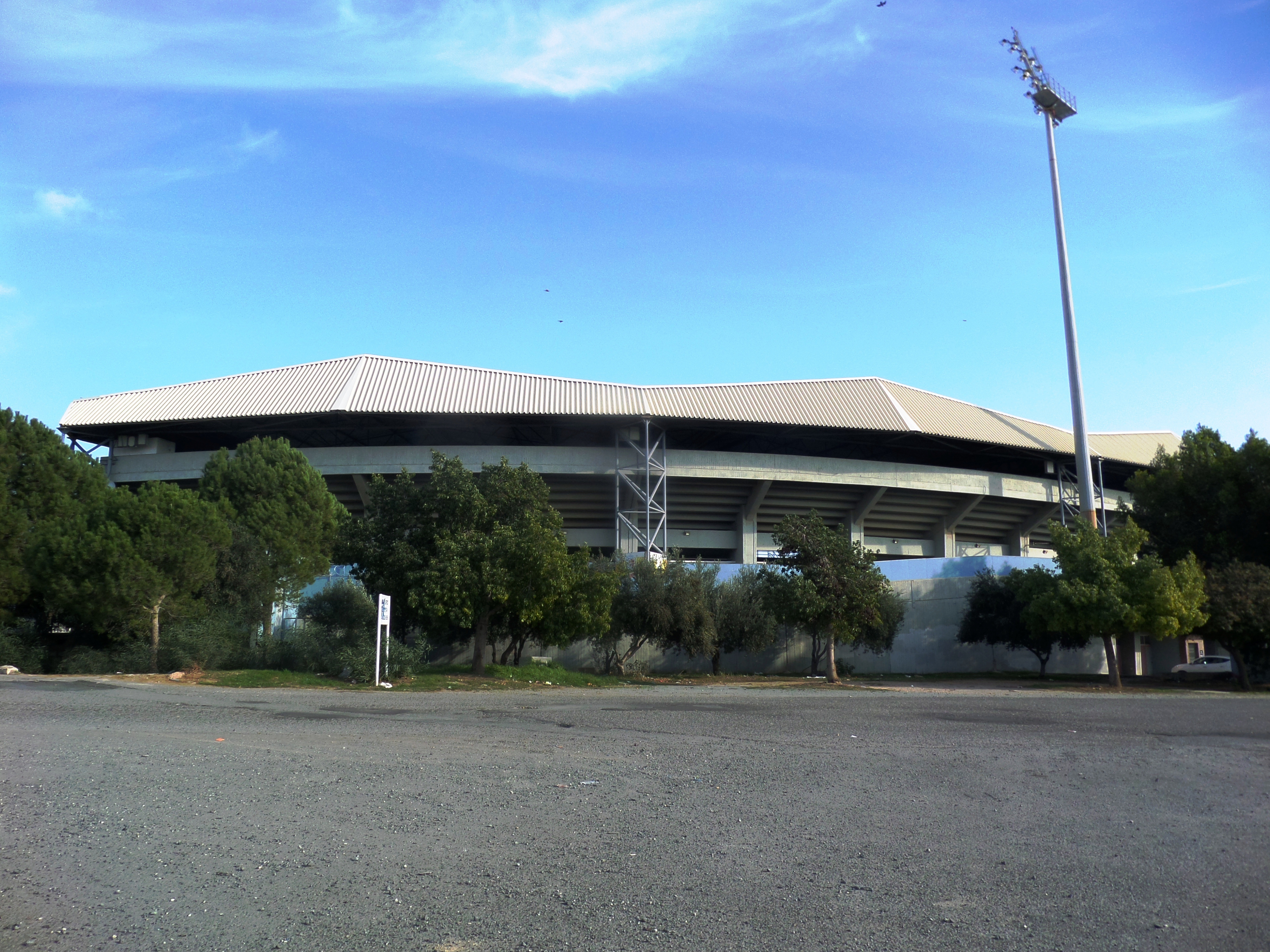
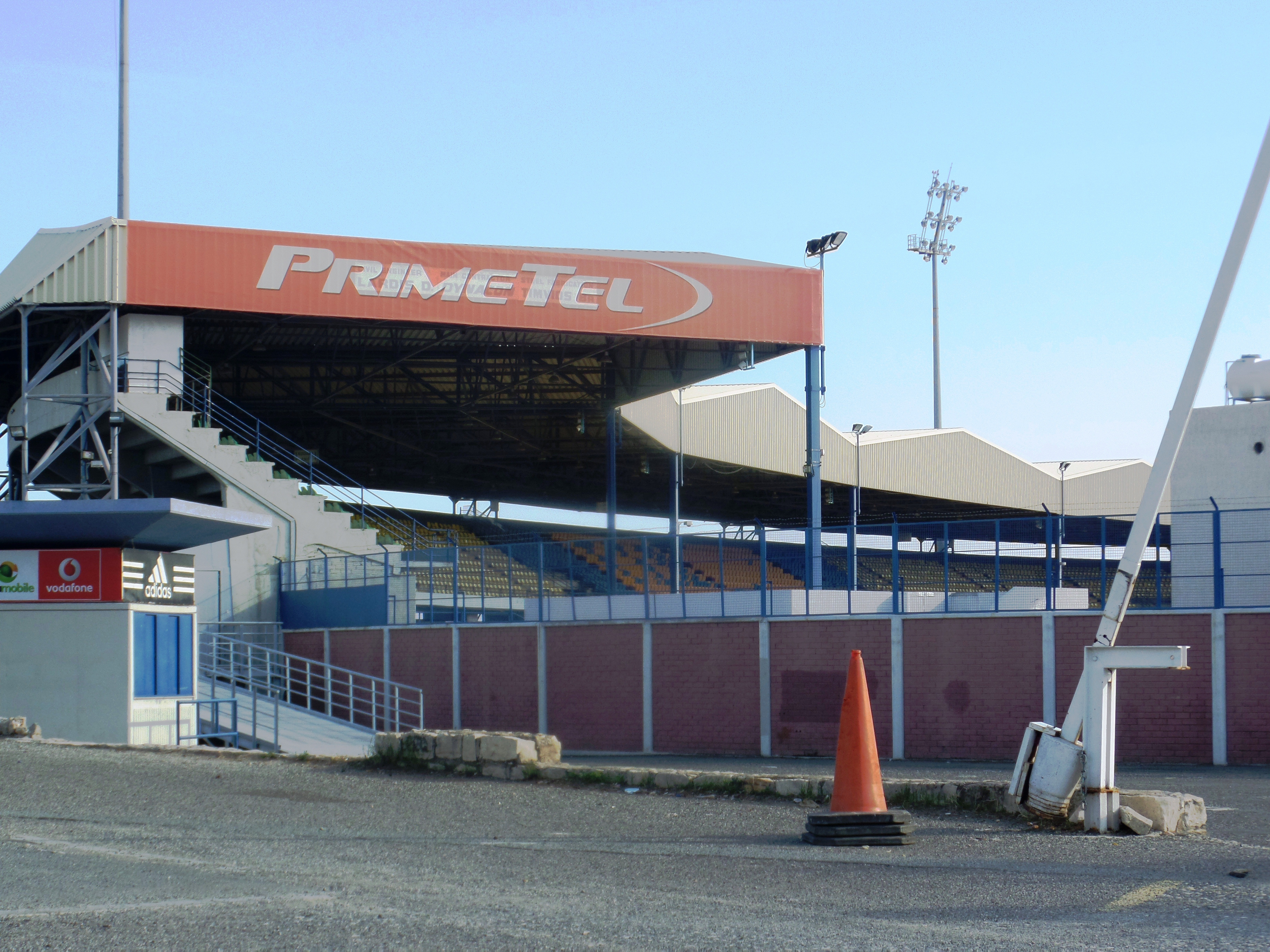